# Бейв'ю (Техас)
Бейв'ю (англ. Bayview) — місто (англ. town) в США, в окрузі Камерон штату Техас. Населення — 475 осіб (2020).

## Географія
Бейв'ю розташований за координатами 26°8′5″ пн. ш. 97°23′52″ зх. д. / 26.13472° пн. ш. 97.39778° зх. д. (26.134704, -97.397901).  За даними Бюро перепису населення США в 2010 році місто мало площу 11,96 км², з яких 10,07 км² — суходіл та 1,89 км² — водойми.

## Демографія
Згідно з переписом 2010 року, у місті мешкали 383 особи в 143 домогосподарствах у складі 115 родин. Густота населення становила 32 особи/км².  Було 176 помешкань (15/км²).
Расовий склад населення:
| - 95,6 % — білих - 1,3 % — корінних американців - 0,5 % — азіатів - 2,1 % — осіб інших рас |

До двох чи більше рас належало 0,5 %. Частка іспаномовних становила 46,0 % від усіх жителів.
За віковим діапазоном населення розподілялося таким чином: 24,0 % — особи молодші 18 років, 59,8 % — особи у віці 18—64 років, 16,2 % — особи у віці 65 років та старші. Медіана віку мешканця становила 43,1 року. На 100 осіб жіночої статі у місті припадало 94,4 чоловіків;  на 100 жінок у віці від 18 років та старших — 94,0 чоловіків також старших 18 років.
Середній дохід на одне домашнє господарство  становив 86 829 доларів США (медіана — 76 458), а середній дохід на одну сім'ю — 90 923 долари (медіана — 79 375). За межею бідності перебувало 8,5 % осіб, у тому числі 8,9 % дітей у віці до 18 років та 7,5 % осіб у віці 65 років та старших.
Цивільне працевлаштоване населення становило 140 осіб. Основні галузі зайнятості: освіта, охорона здоров'я та соціальна допомога — 27,1 %, публічна адміністрація — 12,9 %, роздрібна торгівля — 10,0 %, виробництво — 9,3 %.